# American Association of Independent Music

The American Association of Independent Music (L'Association américaine de la musique indépendante ou A2IM) est une association professionnelle qui représente les labels indépendants aux États-Unis. L'organisation représente les intérêts des indépendants sur le marché, dans les médias, à Capitol Hill et dans le cadre de la communauté musicale mondiale. A2IM vise l'équité et la transparence pour la musique indépendante via le lobbying, le commerce et les services aux membres. Le secteur de la musique indépendante comprend plus de 30 % de part de marché de l'industrie musicale aux États-Unis (et 38 % des ventes numériques Soundscan).

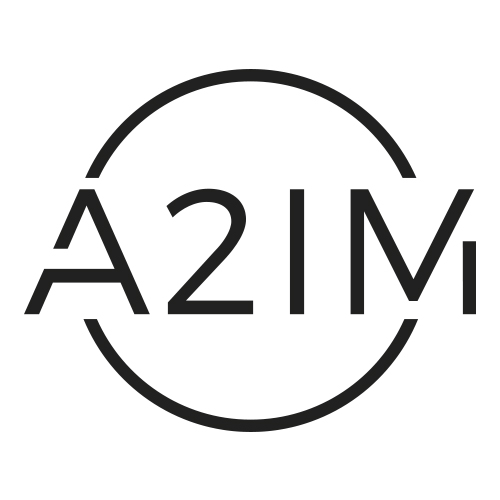
Logo de l'A2IM

A2IM, dont le siège est à New York, a aussi des sections situés à Nashville, Chicago, en Californie du Nord, Californie du Sud, et au Nord-Ouest du Pacifique.
A2IM est lancé le 4 juillet 2005 pour représenter les besoins de la communauté label de musique indépendant. L'organisation dispose d'environ 270 membres indépendants du label de musique et 140 membres associés (entreprises qui n'ont pas leurs propres mastering, mais se prévalent de fournir des services ou soutenir les labels de musique indépendants).
Les labels de musique indépendants peuvent être distribués par les majors, les grandes marques appartenant à des distributeurs indépendants, des sociétés propriété indépendante, auto-distribué ou même des sociétés numériques uniquement. Malgré des différences dans les méthodes de distribution, des genres de musique et de lieux géographiques, ils sont tous des labels de musique indépendants et sont donc admissibles pour  l'adhésion à A2IM.
A2IM est un membre du réseau mondial indépendant (WIN). WIN est l'organisation qui regroupe l'ensemble des organisations du monde du commerce des labels de musique indépendants, 26 en tout, de l'Australie, le Brésil, la France, l'Allemagne, la Nouvelle-Zélande, Afrique du Sud, Suède, Royaume-Uni, etc.
A2IM était précédé par l'Association nationale des distributeurs de disques indépendantes (NAIRD). En 1997, pour le 25e anniversaire du groupe, il change de nom en Association pour la Musique Indépendante (AFIM). L'organisation AFIM était surtout connue pour l'émission annuelle des Indie Awards, en reconnaissant la réussite artistique et commerciale entre les artistes signés sous des labels de musique indépendants. Ceux-ci étaient connus comme « prix NAIRD » avant le changement de nom. Les AFIM Indie Awards ont été pour la dernière fois décernés en 2003, et l'organisation est dissoute en 2004. Le nom "Indie Award" a depuis été adopté par la « Canadian Music Week convention ».